# 奉恩镇国公
奉恩镇国公（转写：kesi-be tuwakiyara gurun-be dalire gung），清朝宗室、觉罗、外藩爵位，为五等爵，次于固山贝子、高于奉恩辅国公和不入八分镇国公。岁俸银700两，禄米700斛。为入八分公，得与满洲亲王、贝勒等一体分左右翼列班。除繼任者以外，其嫡出餘子年二十歲按例得推封一等輔國將軍。

## 曾封奉恩鎮國公者

### 宗室觉罗
- 太祖努尔哈赤
  - 褚英
    - 杜度
      - 杜爾祜，杜度第一子。崇德七年，襲鎮國公。因罪革爵，黜宗室。
        - 敦達
          - 普貴，敦達第一子。康熙十三年，襲鎮國公。雍正元年，因病告退。
          - 普奇，敦達第四子。康熙二十四年，封鎮國公。四十七年，緣事革退。五十一年，復封鎮國公。五十四年，又緣事革爵職。

        - 準達，杜爾祜第八子。康熙二十年，緣事降鎮國公。雍正四年，卒。

      - 特爾祜，杜度第三子。
        - 噶爾哈圖，特爾祜第二子。順治十八年，襲鎮國公。康熙二年，卒。
        - 登塞，特爾祜第三子。康熙十二年，晉鎮國公。雍正二年，卒。

      - 杜努文，杜度第六子。
        - 蘇努，杜努文子。順治十四年，封鎮國公。康熙三十七年，晉貝子。

      - 薩弼，杜度第七子。
        - 巴鼐，薩弼第一子。順治十八年，襲鎮國公。康熙二十三年，卒。
        - 固鼐，薩弼第二子。順治十二年，襲鎮國公。十五年，卒。

    - 尼堪，褚英第三子
      - 蘭布，尼堪第一子。康熙八年，緣事降鎮國公。十七年，卒。十九年，緣事追削。
        - 賴士，蘭布第四子。
          - 伊爾敦，賴士第二子。
            - 富春，伊爾敦第七子。
              - 斌英，富春第三子。乾隆四十三年，晉鎮國公。嘉慶四年，卒。 
                - 果爾豐阿，斌英第一子。嘉慶五年，襲鎮國公。道光七年，卒。 
                  - 有麟，果爾豐阿第二子。道光八年，襲鎮國公。十二年，緣事降輔國公。
                  - 有鳳，果爾豐阿第四子。道光十九年，襲鎮國公。咸豐十年，卒。 
                    - 順樂，有鳳族姪。
                      - 桂池，順樂子。同治元年，襲有鳳之鎮國公。五年，緣事革退。
                      - 桂豐，順樂子。同治六年，襲鎮國公。光緒十八年，卒。
                        - 全榮，桂豐第一子。光緒十八年，襲鎮國公。

  - 代善
    - 岳託
      - 喀爾楚渾，岳託第二子。順治二年，封鎮國公。六年十月，以功晉貝勒。

    - 薩哈璘，代善第三子。
      - 杜蘭，薩哈璘第三子。康熙七年，降鎮國公。十四年，卒。

    - 瓦克達，代善第四子。
      - 留雍，瓦克達第二子。康熙二十五年，襲鎮國公。三十七年，革爵停襲。
      - 噶爾賽，瓦克達第三子。康熙六年，襲鎮國公。八年，緣事降奉國將軍品級。二十一年，復封鎮國公。二十五年，以罪革爵。

    - 滿達海，代善第七子。
      - 常阿岱，滿達海第一子
        - 星尼，常阿岱第六子。
          - 星海，星尼第一子。康熙二十七年，襲鎮國公。五十二年，緣事革退。

    - 祜塞，代善第八子。順治二年，封鎮國公。三年卒。
      - 精濟，祜塞第二子。順治三年，襲鎮國公。尋晉郡王。

  - 阿拜，太祖第三子。順治五年卒。十年，追封鎮國公，諡勤敏。
    - 席特庫，阿拜第一子。順治六年，晉鎮國公。七年，緣事降鎮國將軍。

  - 湯古代，太祖第四子。
    - 聶克塞，湯古代第一子。順治六年，晉鎮國公。九年，緣事降輔國公。

  - 塔拜，太祖第六子。
    - 額克親，塔拜第二子。順治六年，晉鎮國公。七年，晉貝子。

  - 阿巴泰，太祖第七子。 
    - 尚建，阿巴泰第一子。
      - 蘇布圖，尚建第一子。
        - 顏齡，蘇布圖子。順治九年，封鎮國公。康熙四十年，卒。無嗣。

    - 博和託，阿巴泰第二子。
      - 彰泰，博和託第四子。順治八年，封鎮國公。尋晉貝子。
        - 百綬，彰泰第一子。康熙七年，封鎮國公。二十五年，緣事降鎮國將軍。
        - 屯珠，彰泰第三子。康熙十一年，封鎮國公。二十七年，緣事降鎮國將軍。二十九年，襲鎮國公。五十七年，卒。追封貝子品級。
        - 明瑞，彰泰第五子。康熙十九年，封鎮國公。三十七年，緣事革退。

    - 岳樂（1648－1649年），阿巴泰第四子。初封鎮國公。順治六年，以功晉貝勒。
      - 經希，岳樂第十七子。康熙二十九年，以父罪降鎮國公。五十六年，卒。

  - 太宗皇太极，太祖第八子。
    - 碩塞，太宗第五子。
      - 博翁果诺，碩塞第二子。
        - 伊泰，博翁果诺子。
          - 明赫，伊泰子，乾隆二年，封鎮國公。四年，革。

    - 高塞，太宗第六子。康熙八年，晉鎮國公。九年，卒。
    - 世祖福临，太宗第九子。
      - 福全，世祖第二子。
        - 保綬，福全第五子。
          - 廣祿，保綬第三子。
            - 亮煥，廣祿第十二子。
              - 恒存，亮煥第二子。
                - 文和，恒存子。
                  - 祥瑞，文和第一子。
                    - 繼善（1836-1861年）[1]，祥瑞第一子，道光十六年，封鎮國公，咸丰十一年，卒。
                      - 榮毓（1861-1897年）[2]，继善第一子，咸丰十一年，封鎮國公，光绪二十三年，卒。
                        - 魁璋（1898-？），魁璋第一子，光绪二十四年，封鎮國公。

      - 圣祖玄烨，世祖第三子。
        - 胤禔
          - 弘昉，胤禔第二子。雍正十二年封鎮國公，十七年卒。

        - 胤礽
          - 弘㬙，胤礽第十子。
            - 永曖
              - 綿溥
                - 奕灝，綿溥第一子。嘉慶六年襲鎮國公，道光十年緣事革退，

        - 胤祉
          - 弘暻（1727年－1730年），胤祉第七子。雍正五年封鎮國公，八年晉貝子。
            - 永珊（1730年－1797年），弘暻第三子。乾隆四十二年襲鎮國公，嘉慶二年卒。

        - 世宗胤禛，圣祖第四子。
          - 高宗弘历，世宗第四子。
            - 永璜
              - 綿德，永璜第一子。乾隆四十二年封鎮國公，四十九年晉貝子。
                - 奕純，綿德子。乾隆四十九年晉鎮國公品級，五十一年襲貝子。
                  - 載錫，奕純第一子。
                    - 溥喜，載錫第二子。道光元年襲鎮國公，十二年緣事降不入八分輔國公。

              - 綿懿，永璜第二子，永璋嗣子。
                - 奕緒，綿懿第一子。
                  - 載遷，奕緒第二子。咸豐八年襲鎮國公，光緒二十五年卒。

            - 永珹
              - 綿惠
                - 奕綸
                  - 載鈖
                    - 溥楙，載鋼第三子，載鈖嗣子。咸豐四年襲鎮國公，光緒八年卒。
                      - 毓昌，溥楙子。光緒八年襲鎮國公，十年卒。

                  - 載鶴，奕綸第十二子。
                    - 溥植，載鶴子。光緒十一年襲毓昌之鎮國公。

            - 永琪
              - 綿億
                - 奕繪
                  - 載釗，奕繪第二子。光緒七年（1881年）卒，追封鎮國公。
                    - 溥楣，載釗第一子，載鈞嗣子。咸豐七年襲鎮國公，同治五年（1866年）緣事革爵。
                    - 溥芸（1866年—1902年），載釗第三子。同治五年襲鎮國公，光緒二十八年卒。
                      - 毓敏（1902年—1912年），溥芸第二子。光緒二十八年襲鎮國公，宣統三年卒。
                        - 恆煦，毓敏嗣子。

            - 永瑢
              - 綿慶
                - 奕綺
                  - 載鋼，奕綸第九子，奕綺嗣子。同治四年襲鎮國公，光緒七年卒。
                    - 溥泰，載鋼第一子。光緒八年襲鎮國公，九年緣事革退。
                    - 溥齡，載鋼第二子。光緒九年襲鎮國公，二十三年卒。
                      - 毓亨，溥齡第一子。光緒二十三年襲鎮國公。

            - 永璇
              - 綿志，永璇第一子。
                - 奕績，綿志第三子。
                - 奕絪，綿志第四子。
                  - 載桓，奕絪子。
                    - 溥頤，載桓子。
                      - 毓岐，溥頤子。光緒二十八年襲鎮國公。

            - 永瑆，高宗第十一子。
              - 綿偲，永瑆第四子，永璂嗣子。嘉慶六年晉鎮國公，二十四年晉貝子。	
                - 奕繕（1857-1866年），綿偲第三子。咸豐七年襲鎮國公，同治五年卒。

            - 仁宗顒琰
              - 宣宗旻宁
                - 奕譞，宣宗第七子。
                  - 載灃，奕譞第五子。光緒十五年晉鎮國公，十六年襲醇親王。

              - 綿忻
                - 奕誌
                  - 載洵（1890年-1902年），奕譞第六子，奕誌嗣子。光緒十六年晉鎮國公，二十八年襲貝勒。

              - 綿愉
                - 奕詢，綿愉第四子。同治三年晉鎮國公，十年卒。
                  - 載澤，奕棖第七子，奕詢嗣子。光緒二十年晉鎮國公，三十四年加貝子銜。

                - 奕詳，綿愉第五子。同治三年晉鎮國公，尋襲惠郡王。
                  - 載濟
                    - 溥佶，載光第二子，載濟嗣子。光緒三十一年襲鎮國公。

                - 奕謨，綿愉第六子。同治三年晉鎮國公，十一年加貝子銜。

          - 弘晝，世宗第五子。
            - 永璧，弘晝第二子。
              - 綿循
                - 奕亨
                  - 載容
                    - 溥廉，載容第一子。光緒七年襲鎮國公，二十四年卒。	
                      - 毓璋，溥廉第一子。光緒二十四年襲鎮國公。

          - 弘曕，世宗第六子。
            - 永瑹
              - 綿從
                - 奕湘，綿律第一子，綿從嗣子。道光十三襲鎮國公，同治十一年加貝子銜，光緒七年卒。

        - 胤祺
          - 弘昇
            - 永澤，弘昇第三子。乾隆四十年封不入八分輔國公，五十五年襲貝子，嘉慶十五年卒。	
              - 綿疆，永澤第四子。	
                - 奕奎，綿崧子，綿疆嗣子。嘉慶十六年襲鎮國公，道光十五年緣事革退。

          - 弘晊，胤祺第二子。雍正五年晉鎮國公，十年襲恆親王。

        - 胤祐
          - 弘暻
            - 永鋆
              - 綿清
                - 奕樑，綿清第四子。咸豐元年襲鎮國公，同治十一年加貝子銜，光緒十三年卒。
                  - 載㷇，奕樑第六子。光緒十三年襲鎮國公，二十年卒。
                    - 溥堃，載㷇子。光緒二十一年襲鎮國公。

        - 胤祹，聖祖第十二子。雍正二年降鎮國公，八年復封履郡王。
        - 胤祥
          - 弘皎
            - 永福
              - 綿譽
                - 奕格
                  - 載敦，奕格第二子。咸豐八年襲鎮國公，同治三年襲怡親王。

        - 胤禵，聖祖第十四子。
          - 弘春，胤禎第一子。雍正四年封鎮國公，六年晉貝子。
          - 弘明
            - 永碩
              - 綿齡，永碩第三子。嘉慶十三年襲鎮國公，道光四年卒。	
                - 奕興，綿齡第四子。道光四年襲鎮國公，咸豐八年卒。

        - 胤禑
          - 弘慶
            - 永珔
              - 綿岫
                - 奕橚，綿岫第一子。道光三十年襲鎮國公，同治五年卒。

        - 胤祿
          - 弘普，胤祿第二子。乾隆四年緣事革退，尋封鎮國公，八年卒。

        - 胤祜
          - 弘曨
            - 永芝，弘曨第一子。乾隆四十九年襲鎮國公，五十年緣事革退。

        - 胤祁，聖祖第二十三子。雍正八年封鎮國公，十三年晉貝勒，乾隆四十二年又降鎮國公，四十五年晉貝子。
          - 弘謙
            - 永康，弘謙第一子。嘉慶二十年襲鎮國公，咸豐八年卒。

        - 胤祕
          - 弘旿
            - 永松
              - 綿勳
                - 奕均
                  - 載信，奕均子。光緒二十年襲鎮國公，二十六年卒。
                    - 溥霱，載信第一子。光緒二十八年襲鎮國公。

      - 常宁，世祖第五子。
        - 滿都祜，常宁第二子，雍正四年，降鎮國公，九年，卒。
        - 海善，常宁第三子。
          - 禄穆布，海善子。
            - 斐苏，禄穆布子。
              - 明韶，斐苏第二子。
                - 晋昌，明韶第一子，乾隆五十三年，封鎮國公，嘉庆八年，革。

  - 巴布泰，太祖第九子。順治八年，晉鎮國公。十二年，卒。諡恪僖。
  - 阿濟格，太祖第十二子。
    - 傅勒赫，阿濟格第二子。康熙元年，追封鎮國公。

  - 多鐸，太祖第十五子。
    - 多爾博，多鐸第五子，多爾袞嗣子。
      - 蘇爾發，多爾博第二子。康熙三十九年，降鎮國公。四十七年，卒。
- 穆爾哈齊
  - 務達海
    - 托克托慧，務達海第六子。順治八年，晉鎮國公。康熙十二年，卒。

  - 漢岱，穆爾哈齊第五子。順治八年，晉鎮國公。十一年，因罪革爵。
- 舒爾哈齊
  - 阿敏
    - 固爾瑪渾，阿敏第三子
      - 瑪爾圖，固爾瑪渾第一子。順治六年，封鎮國公。十五年，卒。
        - 鄂斐
          - 鄂齊，鄂斐第五子。雍正五年，晉鎮國公。六年，緣事革退。

      - 僧額，固爾瑪渾第二子。順治六年，封鎮國公。十五年，卒。
      - 瑪三，固爾瑪渾第三子。順治六年，封鎮國公。十四年，卒。

    - 恭阿，阿敏第四子。順治六年，封鎮國公。尋卒。
    - 果蓋。阿敏第五子。順治八年，晉鎮國公。十七年，卒。
    - 果賴，阿敏第六子。順治八年，晉鎮國公。十月，卒。

  - 扎薩克圖
    - 扎克納，扎薩克圖第二子。崇德四年，封鎮國公。尋緣事降輔國公。七年，以罪黜宗室。

  - 圖倫
    - 屯齊喀，圖倫第一子。順治五年，緣事降鎮國公。六年，復封貝子。
      - 溫齊哈，屯齊喀第一子。順治九年，封鎮國公。十五年，卒。

    - 屯齊，圖倫第二子。順治十二年，授鎮國公品級。尋封鎮國公。康熙二年，卒。
      - 溫齊，屯齊第一子。
        - 額爾圖，溫齊第二子。康熙七年，封鎮國公。五十七年，卒。

  - 濟爾哈朗
    - 濟度
      - 雅布
        - 雅爾江阿
          - 永謙，雅爾江阿第三子。雍正三年，封鎮國公。四年，緣事革退。

        - 敬順，雅布第六子。康熙四十五年，封鎮國公。五十五年，緣事降一等鎮國將軍。
        - 揚桑阿，雅布第九子。康熙四十九年，封鎮國公。五十五年，緣事降一等鎮國將軍。

  - 費揚武，舒爾哈齊第八子。
    - 尚善，費揚武第二子。
      - 門度，尚善第四子。康熙七年，封鎮國公。三十七年，緣事革退。

    - 傅喇塔，費揚武第四子。
      - 福善，傅喇塔第二子。康熙六年，封鎮國公。十七年，襲貝子。
        - 德瞻，福善第一子。康熙二十四年，封鎮國公。三十年，緣事革退。

      - 福存，傅喇塔第五子。康熙十七年，封鎮國公。二十年，襲貝子。
        - 德普，福存第二子。康熙三十九年，襲鎮國公。雍正七年，卒。

    - 努賽，費揚武第六子。
      - 拉篤祜，努賽第一子。順治八年，襲鎮國公。十七年，卒。
- 巴雅喇
  - 拜音圖，巴雅喇第二子。順治四年，晉鎮國公。五年，晉貝子。[3]